# Mission to Mars (film)
Pour l’article homonyme, voir Mission to Mars (parcs Disney).
Pour plus de détails, voir Fiche technique et Distribution.

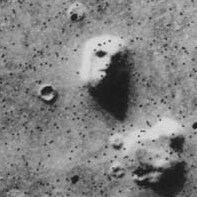
Cliché de visage de Mars, qui inspire le film, pris par la sonde Viking 1 en 1976.

Mission to Mars ou Mission sur Mars au Québec est un film de science-fiction américain réalisé par Brian De Palma, sorti en 2000. Produit par notamment Touchstone Pictures (filiale de Walt Disney Pictures), il s'inspire en partie de l'attraction du même nom des parcs à thèmes Disneyland et Magic Kingdom. L'intrigue retrace une mission spatiale sur la planète Mars et fait référence au visage de Mars.
Mission to Mars est présenté hors compétition au festival de Cannes 2000. Il reçoit à sa sortie des critiques globalement négatives. Les résultats au box-office sont mitigés et ne compensent pas assez le budget important utilisé pour la production.

## Synopsis
En 2020, la mission Mars I est lancée vers la planète Mars, sous le commandement de Luke Graham. À leur arrivée, l'équipe découvre une formation blanche brillante dans la région de Cydonia, qu'ils soupçonnent être une extrusion d'une colonne d'eau géothermique souterraine, utile pour la future colonisation humaine. Après avoir signalé cela à la Station spatiale mondiale en orbite terrestre, ils partent enquêter sur la formation et commencent à entendre un son bas sur leur système de communication. Le radar rapporte initialement que la formation est métallique, mais lorsque la puissance du radar est augmentée, un grand tourbillon apparaît et tue tout le monde sauf Luke. Après la disparition du tourbillon, il est révélé que la formation fait partie d'un grand visage humanoïde.
L'événement crée une impulsion électromagnétique que la station spatiale observe, après quoi elle reçoit un message de détresse de Luke. Se rendant compte que Luke n'aurait pas pu partir car l'impulsion aurait endommagé le système informatique du Véhicule de Retour sur Terre (VRT), ils réorientent la mission Mars II en mission de sauvetage.
Des mois plus tard, alors que la mission Mars Rescue, composée du commandant Woody Blake, de sa femme Terri Fisher, du récent veuf Jim McConnell et du technicien Phil Ohlmyer, approche de l'orbite de Mars, ils découvrent que toutes les images satellites de la zone de la formation sont recouvertes de bruit statique. Des micrométéoroïdes endommagent le vaisseau, provoquant des dommages aux conduites de carburant externes et entraînant l'explosion des moteurs. Avec le Mars II détruit et hors de contrôle, l'équipage est contraint d'abandonner le navire et de se déplacer en combinaisons spatiales jusqu'au Module de Ravitaillement en orbite autour de Mars. Woody se propulse vers le module et parvient à y attacher une sangle, mais il perd prise et commence à descendre dans l'atmosphère martienne. Terri tente de secourir Woody, mais sachant qu'elle manquerait de carburant avant de l'atteindre, Woody retire son casque, se sacrifiant pour la sauver.
Les survivants arrivent à la surface de Mars et commencent à réparer le VRT. Ils trouvent Luke vivant dans une serre; il leur montre des photos du visage et révèle que les impulsions dans le son bas qu'ils ont entendu représentent un modèle tridimensionnel d'une ADN semblable à celui des humains, mais avec une paire de chromosomes manquante. Jim détermine qu'ils doivent compléter la séquence pour réussir un test, et ils envoient un rover pour diffuser le signal complet via le radar. Après la transmission, une ouverture apparaît sur le côté de la structure. Avec une énorme tempête de poussière qui approche, Jim, Terri et Luke se dirigent vers la formation, tandis que Phil reste pour terminer la réparation du VRT. Phil reçoit l'ordre de décoller, avec ou sans eux, avant que la tempête n'arrive.
Les trois astronautes entrent dans l'ouverture, qui se referme derrière eux. Une projection tridimensionnelle du système solaire montre la planète Mars, couverte d'eau, frappée par un gros astéroïde et rendue inhabitable. Une projection d'une forme de vie martienne humanoïde révèle que les Martiens natifs ont évacué la planète dans des vaisseaux spatiaux, dont l'un a été envoyé pour ensemencer la Terre avec de l'ADN, dans le but de créer une vie qui pourrait un jour atterrir sur Mars et être reconnue comme leurs descendants. Une invitation est offerte à l'un de leur groupe pour suivre les Martiens jusqu'à leur nouvelle demeure. Jim accepte l'invitation, faisant ses adieux à Terri et Luke, et est scellé à l'intérieur d'une petite capsule. Terri et Luke courent vers le VRT et arrivent juste au moment où Phil s'apprête à décoller. Ils échappent de justesse à la tempête de poussière dans l'espace, alors que la capsule de Jim est lancée depuis la formation en ruine et passe devant eux en direction de la nouvelle demeure des Martiens.

## Fiche technique
Sauf indication contraire, les informations mentionnées dans cette section peuvent être confirmées par les bases de données cinématographiques IMDb et Allociné,  présentes dans la section « Liens externes ».
- Titre original et français : Mission to Mars
- Titre québécois : Mission sur Mars[1]
- Réalisateur : Brian De Palma
- Scénario : Jim Thomas, John Thomas, Graham Yost (en), d'après une histoire de Jim Thomas, John Thomas et Lowell Cannon
- Musique : Ennio Morricone
- Direction artistique : Andrew Neskoromny et Thomas Valentine
- Décors : Ed Verreaux
- Costumes : Sanja Milkovic Hays
- Photographie : Stephen H. Burum et Steven Poster (seconde équipe)
- Son : Lon Bender, Robert Fernandez, Tom Fleischman, Maurice Schell
- Montage : Paul Hirsch
- Production : Tom Jacobson
  - Production déléguée : Sam Mercer
  - Production associée : Jacqui Lopez, Chris Soldo et Ted Tally
  - Coproduction : David S. Goyer, Justis Greene et Jim Wedaa
- Sociétés de production :
  - États-Unis : The Jacobson Company, présenté par Spyglass Entertainment et Touchstone Pictures
  - Canada : Red Horizon Productions
  - France : StudioCanal
  - Jordanie : Zaman Productions
- Distribution : Buena Vista Pictures Distribution (États-Unis, Canada) ; Pathé Distribution (France) ; Buena Vista International (Belgique)
- Budget : 75 millions de $[2] ; 100 millions de $[3]
- Pays de production :  États-Unis[4],[N 1]
- Langue originale : anglais
- Format : couleur (Technicolor) — 35 mm — 2,35:1 (Panavision) — son Dolby Digital EX / SDDS / DTS
- Genre : science-fiction, aventure, drame, thriller
- Durée : 114 minutes
- Dates de sortie[5] :
  - États-Unis, Québec : 10 mars 2000[1]
  - France : mai 2000 (Festival de Cannes 2000, hors compétition) ; 12 mai 2000 (sortie nationale)[6]
  - Suisse romande : 10 mai 2000[7]
  - Belgique : 17 mai 2000[8]
- Classification :
  - États-Unis : certaines scènes ou propos sont susceptibles de heurter la sensibilité des plus jeunes - accord parental souhaitable (PG - Parental Guidance Suggested)[N 2]
  - Canada : certaines scènes peuvent heurter les enfants - accord parental souhaitable (PG - Parental Guidance)
  - Québec : tous publics (G - General Rating)[1]
  - France : tous publics[9]
  - Belgique : tous publics (Alle Leeftijden)[8]
  - Suisse romande : interdit aux moins de 7 ans[10]

## Distribution
- Gary Sinise (VF : Bernard Gabay, VQ : Jean-Luc Montminy) : Jim Mc Connell
- Tim Robbins (VF : Emmanuel Jacomy, VQ : Benoit Rousseau) : Woodrow « Woody » Blake
- Don Cheadle (VF : Marc Saez, VQ : François L'Écuyer) : Luke Graham
- Connie Nielsen (VF : Marjorie Frantz, VQ : Valérie Gagné) : Terri Fisher
- Jerry O'Connell (VF : Thierry Wermuth, VQ : Pierre Auger) : Phil Ohlmyer
- Peter Outerbridge (VF : Jean-Claude Donda) : Sergei Kirov
- Kavan Smith : Nicholas Willis
- Armin Mueller-Stahl (VF : Michel Ruhl) : Ramier Beck (non crédité)
- Jill Teed (VF : Gabriella Bonavera) : Renée Coté
- Elise Neal (VF : Annie Milon ; VQ : Nathalie Coupal) : Debra Graham
- Kim Delaney (VF : Brigitte Aubry) : Maggie McConnell
- Marilyn Norry : Louise
- Robert Bailey Jr. (en) : Bobby Graham
- Britt McKillip : une enfant à la fête
- Bill Timoney (en) : la voix de l'ordinateur

## Production

### Genèse du projet
Le film serait inspiré du projet Mars Direct de la NASA. C'est par ailleurs l'unique film de science-fiction réalisé par Brian De Palma :

« C'est une belle et une grande aventure. Je n'avais jamais tourné de film de S.F., et celui-ci posait des problèmes inédits, notamment en raison de son contexte. Je me suis efforcé de contourner les clichés du genre afin de proposer une orientation et un look nouveau. »

— Brian De Palma
Jadis très marqué par le film Destination... Lune ! (1950), Brian De Palma a voulu une approche ultra-réaliste et plausible d'un point de vue scientifique :

« C'était l'un des premiers films de science-fiction à incorporer des données précises et authentiques. Son haut degré de réalisme m'avait beaucoup impressionné. C'est dans la même optique que nous avons traité Mission to Mars. Le film est d'autant plus excitant qu'il fait vrai. Tous les événements auxquels sont confrontées les équipes de Mars 1 et Mars 2 sont conformes aux paramètres physiques du lieu. »

— Brian De Palma
Ainsi, l'équipe de production a collaboré pendant plus d'un an avec la NASA, notamment avec les astronautes Story Musgrave et Joe Allen, comme l'explique Sam Mercer, producteur délégué : « la NASA intervint d'abord dans le développement du scénario, puis sur les recherches, les décors, le contexte scientifique et le « message » du film, qui reçut leur approbation ».
L'œuvre n'a aucun rapport direct avec l'attraction homonyme des parcs Disneyland, Brian De Palma déclarant n'avoir aucune connaissance de cette attraction au moment de la fabrication du film, l'expression Mission to Mars étant selon lui très employée par ailleurs pour nommer toutes sortes de choses.

### Tournage

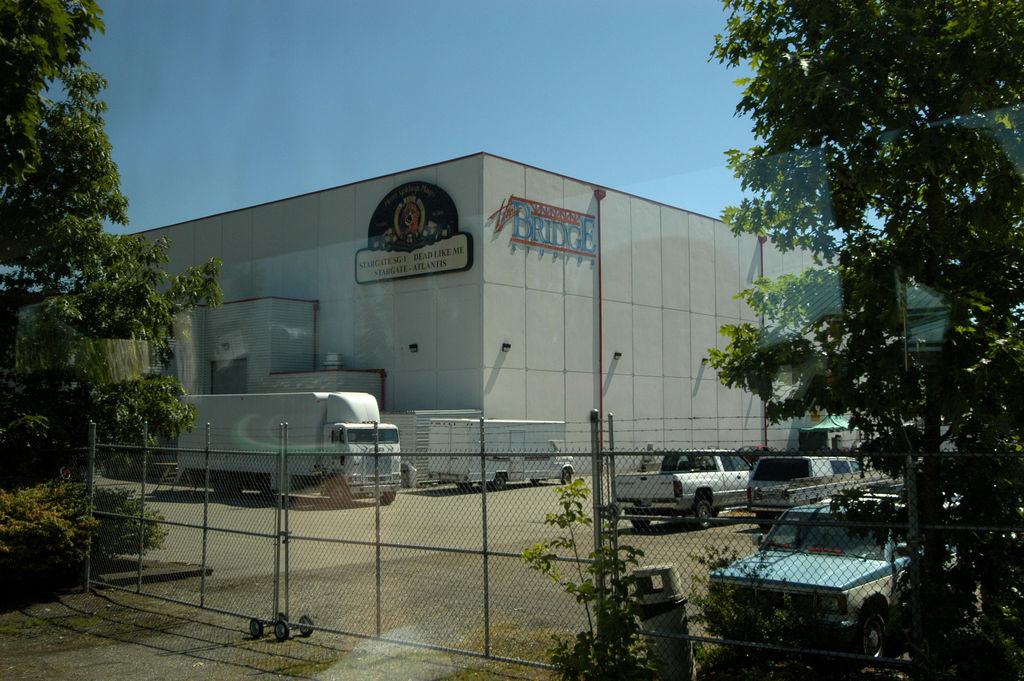
Le film a été tourné dans les Bridge Studios à Burnaby au Canada.

La préparation fut compliquée. Gore Verbinski devait être le réalisateur mais quitta le projet peu avant les prises de vues pour divergences créatives et budgétaires.
Le tournage a principalement lieu dans les Bridge Studios près de Vancouver au Canada. Pour les extérieurs martiens, l'équipe est allée au Fraser River Sand Dunes à Richmond (près de Vancouver), en Jordanie et sur l'île de Lanzarote.
Le sol martien a été construit sur près de 23 hectares pour les besoins du film.
Selon Brian Palma, Mission to Mars a souffert de problèmes venus d'un changement de personnel avec le studio de production[Lequel ?], « la personne[Qui ?] qui dirigeait le studio au départ n'était plus là à l'arrivée ». Le film étant très cher, plus de 100 millions de dollars, avec beaucoup d'effet spéciaux, il est demandé à De Palma de couper plusieurs scènes afin de « réduire le risque financier ». Le réalisateur doit trouver une manière moins couteuse de réaliser la fin, et estime que ces demandes ont amélioré ce dernier.

### Postproduction
La postproduction du film est très dure pour Brian De Palma au point qu'il finira par quitter les États-Unis après la projection de la première copie du film. Il subit en effet de fortes pressions des Studios Disney qui veulent notamment l'obliger à terminer avant Planète rouge, un film concurrent sur un thème proche. Le cinéaste est épuisé par la supervision des nombreux effets spéciaux et, alors qu'il avait jusqu'ici toujours réussi à garder la maîtrise de ses œuvres, y compris pour ses films de commande, il voit pour la première fois cette maîtrise lui échapper.

### Musique
Albums de Ennio Morricone
Canone inverso
(1999) Vatel
(2000)
La musique du film est composée par Ennio Morricone, qui avait déjà collaboré avec Brian De Palma pour Les Incorruptibles (1987) et Outrages (1989). On y entend aussi les chansons Dance the Night Away du groupe Van Halen, Ma 'tite fille de Buckwheat Zydeco et Joyeux Anniversaire des sœurs Mildred J. et Patty Hill.
Liste des titres
| 1.    | Heart Beats in Space   | 7:58  |
| 2.    | A Martian              | 6:05  |
| 3.    | A World Which Searches | 2:58  |
| 4.    | And Afterwards?        | 6:32  |
| 5.    | A Wife Lost            | 3:26  |
| 6.    | Towards the Unknown    | 8:14  |
| 7.    | Ecstasy of Mars        | 2:57  |
| 8.    | Sacrifice of a Hero    | 13:19 |
| 9.    | Where?                 | 5:32  |
| 10.   | An Unexpected Surprise | 2:32  |
| 11.   | All the Friends        | 2:39  |
| 62:11 |                        |       |

## Accueil

### Accueil critique
Sur l'agrégateur américain Rotten Tomatoes, le film ne récolte que 25 % d'opinions favorables pour 110 critiques recensées. Sur Metacritic, il obtient la note de 34/100 pour 36 critiques.
En France, le film récolte la moyenne 2,7⁄5 sur Allociné, pour seize critiques. Parmi les critiques positives, celle du Figaro Magazine « cette odyssée spatiale s'avère une belle aventure ». Nathalie Piernaz du site Chronic'art apprécie le film qui fait « preuve d'une certaine inventivité visuelle » mais regrette qu'il soit « sans cesse rattrapé par sa nature profonde : celle d'un cinéma hollywoodien dont l'unique objectif est le divertissement ».
Dans Le Nouvel Observateur, François Forestier est assez partagé et se demande « Comment juger un demi-film ? » car « la première moitié est du grand Brian De Palma : mouvements de caméra, idées poétiques, tout y est [...]. Puis vient la deuxième moitié, qui vire à la métaphysique éculée, voire à la niaiserie ». Jean-Yves Katelan du magazine Première est lui aussi assez mitigé : « tout n'est pas immédiatement affreux dans ce film incroyablement naïf, beaucoup plus proche d'un mauvais épisode de Cosmos 99 que d'un certain 2001 ». Dans L'Événement, François Jonquet est assez négatif sur le film qu'il juge comme un « space opera [qui] tourne au soap opera » dans lequel « le spectateur [...] reste effondré sur son siège, comme assommé par tout le poids de l'univers ». Jean-Claude Loiseau de Télérama pointe du doigt un « scénario oscillant entre l'extrême banalité et la naïveté pompeuse ». Olivier Père est divisé sur le film, décriant l'épilogue mais voulant une réhabilitation du film qui rassemble plusieurs thématiques proche de De Palma. Idem pour Écran Large.

### Box-office
| Pays ou région    | Box-office      | Date d'arrêt du box-office | Nombre de semaines |
| ----------------- | --------------- | -------------------------- | ------------------ |
| États-Unis Canada | 60 883 407 $    | 13 juillet 2000            | 18                 |
| France            | 645 666 entrées |                            |                    |
| Total mondial     | 110 983 407 $   |                            |                    |

Pour un budget d'environ 100 millions de dollars, le film ne récolte qu'un peu plus de 110 millions de recettes dans le monde.

## Distinctions

### Nominations
- Cahiers du Cinéma 2000 : meilleur film (classé 4e au Top 10 de l'année 2000)
- International Film Music Critics Award (IFMCA) 2000 : bande originale de l'année pour Ennio Morricone
- Razzie Awards 2001 : pire réalisateur pour Brian De Palma

### Sélection
- Festival de Cannes 2000 : longs métrages - hors-compétition[28]

## Éditions en vidéo
- En France, le film Mission to Mars est sorti en DVD le 4 avril 2001[29]. Par la suite, le film est ressorti en DVD le 1er octobre 2007[30], puis en Blu-ray le 22 septembre 2009[31].
- Au Québec, le film est sorti en DVD le 2 septembre 2003[32]

## Commentaire
Le visage géant martien évoque un bronze de Brancusi, La Muse endormie (1910).